# جوردي كامبس
جوردي كامبس (بالإسبانية: Jordi Camps)‏ هو لاعب اتحاد الرغبي إسباني، ولد في 5 مايو 1973 في برشلونة في إسبانيا.